# 蓖麻油

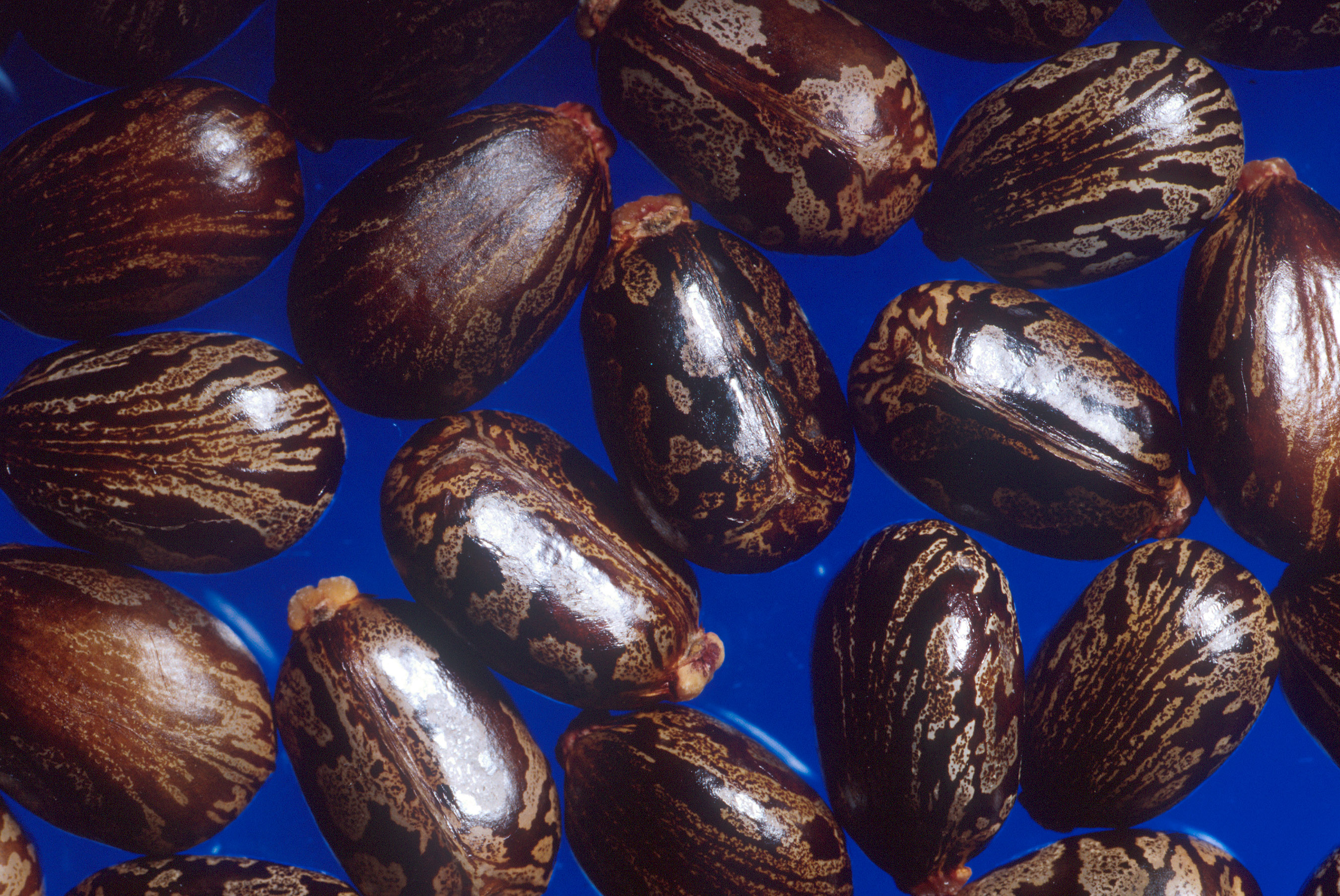
蓖麻種子

蓖麻油（castor oil）是由蓖麻種子提煉而來的植物油，CAS號為8001-79-4，常溫下為液體狀。蓖麻油是一種複合三酸甘油酯，主要成分為蓖麻油酸，其餘為油酸與亞油酸等。

## 特徵
蓖麻油常溫下呈淡黃色或接近無色，接近透明，無香氣或有淡淡的氣味，味道溫和，有黏稠感，人體食用後有強烈的通便效果，長時間接觸可能引發皮膚炎。
依德國職業安全與衛生研究所（德語：Institut für Arbeitsschutz der Deutschen Gesetzlichen Unfallversicherung，簡稱）的GESTIS資料庫認定，蓖麻油組成成分有：80%至85%的蓖麻酸、7%的油酸、3%的亞油酸、2%的棕櫚酸、1%的硬脂酸，可燃但不易燃，溶於乙醇，略微溶於脂肪烴，幾乎不溶於水，揮發性輕微。
蓖麻油的熔點為−18 °C（−0.40 °F）到−10 °C（14 °F），闪点為229 °C（444 °F），沸點為313 °C（595 °F），自燃點為448 °C（838 °F），350 °C（662 °F）以上開始分解；20 °C（68 °F）時密度為960kg/m3、蒸氣壓小於100Pa（1mbar），皂化值177至187，羥值160至168，碘價82至90，為一種非常穩定的油脂。

## 用途

### 食品用途
在食品工業，食品級的蓖麻油會被用作食品添加劑、調味料、防霉劑、製作糖果與產品包裝上，聚氧乙烯化的蓖麻油也被用於食品工業。

### 工業用途
蓖麻油具有耐高溫與潤滑的特性，在二戰時期，精製後的蓖麻油被廣泛利用作為內燃機的潤滑劑，惟因容易氧化、油污以及不耐嚴寒的問題，現已被其他的礦物油所取代，但精製蓖麻油仍被作為通用潤滑劑、機油、刹車液、二行程機車的機油。

### 醫療用途
適應症：瀉劑、排空大腸內容物

### 政治用途
在20世紀10年代末至20年代初，義大利法西斯黑衫軍和社會主義分子街頭戰鬥時，懲罰之一是逼他們喝蓖麻油。